# Критика Лінь Бяо і Конфуція
Критика Лінь Бяо і Конфуція (кит. спр. 批林批孔运动, піньїнь: pī Lín pī Kǒng yùndòng — політична кампанія, розгорнута Компартією Китаю в 1973 — 1974 роках .
В кінці шістдесятих років Лінь Бяо вважався наступником Мао Цзедуна і користувався найбільшим авторитетом в його оточенні, в сімдесяті роки почалася масована атака на Лінь Бяо з боку інших партійних лідерів. Лінь Бяо загинув в авіакатастрофі в +1971 при нез'ясованих обставинах, за твердженнями його опонентів, він намагався втекти в СРСР . Кампанія була розгорнута вже після смерті Лінь Бяо, метою кампанії була також дискредитація прем'єр-міністра Китаю Чжоу Еньлая .
Історик Ян Юнго і інші «вчені» стали проводити аналогію між діяльністю Лінь Бяо і інших партійних лідерів з конфуціанської політикою і традицією, при цьому лідери партії звинувачувалися в сповідуванні конфуціанської філософії. Лінь Бяо звинувачувався в тому, що він хоче повернути назад рабовласницький лад епохи Західного Чжоу і моральні принципи того часу, потенційно принижуючи тим самим значення Культурної революції .
Ця кампанія проводилася вже на пізній стадії культурної революції, вже після її офіційного закінчення.
Після викриття Банди Чотирьох і хвилі реабілітацій Лінь Бяо так і не був реабілітований, а обставини його загибелі не були розкриті.
У 1971 році з усіх займаних посад був зміщений наступник Мао Цзедуна — Лінь Бяо, Перший віце-прем'єр Державної Ради Китайської Народної Республіки, другої після Голови людина в КНР. Причини різкого повороту в політичній долі Лінь Бяо не з'ясовані дотепер. Деякі російські та американські фахівці, аналізуючи наявні в їхньому розпорядженні матеріали, приходять до висновку, що Лінь Бяо і його прихильники, звинувачені в підготовці державного перевороту і спробі повалення Мао Цзедуна, стали жертвами політичних інтриг в КПК . Втім, як би там не було, смерть цього політичного діяча не викликало широкий суспільний резонанс, поки правляча угруповання КПК не стала використовувати її в політичних цілях. Особливого напруження події навколо загибелі Лінь Бяо придбали після того, як з'ясувалося, що колишній «наступник Мао Цзедуна», в роки " культурної революції " заявляв, що кожен боєць повинен разом зі зброєю володіти цитатником Мао Цзедуна, на ділі виявився не таким послідовним прихильником ідей голови. Так, під час обшуку на його квартирі, були виявлені численні вирізки і виписки з класичних конфуціанських текстів, якими Лінь Бяо нібито обмінювався зі своїми однодумцями.
Прихильники Мао Цзедуна не могли не використувати настільки вагомий доказ для «викриття» реакційності не тільки Лінь Бяо, а й самого Вчителя Куна . Тим більше, що для боротьби з культурною спадщиною останнього була вагома причина. Мао Цзедуном давно було необхідно викорінити зі свідомості народу ті конфуціанські уявлення, які були несумісні з його ідеалом правителя і кадрового комуністичного працівника. Його давно хвилювала традиційна міцність сімейних зв'язків, що визначає роль сім'ї, старшого покоління у багатьох питаннях. Шанобливість до батьків, повага старших за віком завжди була однією з відмінних рис китайської нації, в чому була чимала роль Конфуція, одним з основних постулатів вчення якого була ідея сяо — «синівської шанобливості». В умовах маоістського режиму, який прагнув підпорядкувати особистість і порвати традиційні сімейні зв'язки, національні стереотипи стали заважати вихованню нового покоління. І якщо раніше похвальним діянням оголошувався донос на батьків, то тепер повної трансформації підлягали всі «зайві» моральні підвалини китайського суспільства.

## Хід подій
Загальнодержавний «похід» проти Конфуція був задуманий в кілька етапів: на першому повинні були попрацювати фахівці — філософи та історики; на другому — відповідно підготовлені теоретики «з народу», на третьому намічалося підключити широкий загал, які повинні були завершити ретельно сплановану операцію .
Початок першого етапу поклало виступу філософа Ян Юнго з його різкою критикою Конфуція і його «шанувальника» Лінь Бяо зі сторінок " Женьмінь жибао " .
Однак організаторам кампанії здавалося, що для більшого ефекту з критикою Конфуція повинен виступити фахівець у вивченні конфуціанства, прихильник ідей Конфуція, що володіє визнанням світового масштабу. Вибір припав на професора Фен Юланя, який був відомий своїми працями про конфуціанстві не тільки в конфуціанської культурному регіоні, а й в усьому світі. Умовити старого професора відмовитися від своїх звичних оцінок було під силу лише опоненту, що володіє не тільки верховною владою, а й таким же авторитетом. Після кількох нічних бесід з Мао Цзедуном Фен Юлань публічно, на сторінках «Женьмінь жибао», переглянув свої погляди. Покаяння вченого мали приголомшливий резонанс: у Японії виступ Фена порівняли з вибухом атомної бомби .
З самого початку кампанії активну участь в критиці Конфуція і вихвалянні легістів прийняв новий журнал «сюесі юй піпань» («Освіта і критика»), який відображав погляди висуванців «культурної революції», що став виходити з жовтня 1973 р в Шанхаї .
Крім того, активну роль в розпалюванні кампанії грав «Вісник Пекінського університету», а також автори Пекінського університету, Університету Цінхуа і інших освітніх установ, які виступали під псвдонімами.
Трохи пізніше, на початку 1974 р в активну «полемічну» роботу включився і «Журнал літератури, філософії та історії» (文史哲), автори якого з лютою критикою обрушувалися на "буржуазного кар'єриста, змовника, дворушника, зрадника і зрадника Лінь Бяо « і його духовного вчителя Конфуція, який свого часу» проявив показову реакційність, виступивши за збереження рабовласницького ладу, який розкладався «.
В кінці 1973 — початку 1974 р починається другий етап кампанії, коли основними критиками Конфуція виступали широкі народні маси. У вищих навчальних закладах були організовані спеціальні курси, які готували програми критики окремих положень Конфуція, використаних Лінь Бяо. Десятки тисяч робітників і селян проходили навчання на цих курсах, поповнюючи ряди «теоретиків-марксистів». Залучення нижчих шарів стимулювалося відвертим заграванням з широкими масами: в китайській пресі все частіше стали цитувати вислів Мао, що "нижчі і малі — найрозумніші. Вищі і шановані — найдурніші " . Були випущені десятки брошур, які критикують ті вислови Конфуція, які використовувалися Лінь Бяо. Мільйонними тиражами з ціною в один фень поширювалися лубочні видання, що представляють собою спрощений критичний коментар до висловів Конфуція. Про рівень «народної критики» можна судити за статтею «Що за людина цей Конфуцій», написаної студентами Пекінського і Ціньхуанского університетів (так званої «групою великого викриття») і вміщеній в журналі «Хунци» під рубрикою "Критика Лінь Бяо, критика Конфуція. Проти ревізіонізму, перешкодити ревізіонізму ". Стаття свідчила: "Старикан Кун, цей тип, по-перше, не розумів революційної теорії, по-друге: він не вмів займатися продуктивною працею, був начисто позбавлений будь-яких талантів і являв собою великий мішок, наповнений трухою … Його знання виробництва дорівнювали нулю … Трудовий народ дивився на старигана Куна як на щура, який перебігає вулицю, якого всі женуть і б'ють " .
Для форсування кампанії в початку 1974 р пролунав заклик до скликання так званих мобілізаційних мітингів по всій країні. Однак ця ініціатива була зустрінута на місцях досить прохолодно. Проте, в 1974-р протягом декількох днів по Шанхаю слідували колони автомашин та пішої молоді, які проголошували гасла: "Вогонь проти всіх, не боятися нікого! ". Знову з'явилися дацзибао на стінах міст, деякі з них були передруковані в «Женьмінь жибао» .
Згідно розгорнулася пропаганді, все селянські повстання — від Чень Шена і У Гуана до повстання тайпінів і іхетуаней — були спрямовані на досягнення єдиної мети — знищити Конфуція. Журнал «Хунци», визнаючи, що раби і селяни в силу своєї класової обмеженості не могли повністю розпізнати реакційну сутність «паразита Конфуція», стверджував, що це історичне завдання зміг виконати пролетаріат, який завдав смертельного удару по конфуціанстві .
Під час кампанії критиці піддавалася теорія гуманізму, доброчесного правління і конфуціанське вчення про те, що «людина за своєю природою добра». На противагу цьому наполегливо пропагувалася думка про прогресивне значення насильства, про початкову злу природу людини. Оспівування насильства повинно було нанести удар по тим, хто обурювався грубими, жорстокими методами, які застосовувалися під час «культурної революції». Прихильники Цзян Цин і її соратників були серйозно стурбовані тим, що після X з'їзду КПК, коли позначилися тенденції до нормалізації і стабілізації в країні, стали все голосніше заговорили, що засуджують грубі насильницькі методи, жорстокість і нелюдяність, з якими проводилась «культурна революція». Вони продовжували гоніння на неугодних партійних, державних і господарських працівників, вся вина яких іноді полягала лише в тому, що ті дозволяли собі засумніватися в мудрості тих кампаній, хибність яких доводила саме життя.
Проповідуючи філософію боротьби і вихваляючи роль насильства, пропаганда з особливою злістю обрушилася на конфуціанські принципи милосердя та гуманності, які нібито поділяв Лінь Бяо. Оголошуючи їх контрреволюційними і фашистськими, китайська преса таврувала як реакційний вислів давньокитайського філософа Мен-цзи про те, що «кожна людина за своєю природою добра».
Китайська друк без кінця твердила про те, що той, хто не визнає філософію боротьби, той ідеаліст і метафізик, і більш того, грає на руку зовнішнім і внутрішнім ворогам. Боротьба, запевняла «Женьмінь жибао», носить абсолютний характер. Конфуцій і Лінь Бяо, які нібито заперечували це положення, «порушували основну закономірність розвитку суспільства».
Конфуціанський принцип людинолюбства був названий одним з джерел «загасання класової боротьби» і теорії «класового примирення».
В ході кампанії спостерігалося прагнення підірвати і зруйнувати основи школи і сім'ї, яка до певної міри служила протиотрутою проти офіційних установок. Багато китайців страждали від того, що влада постійно вторгалися в їх особисте життя.
У роки кампанії «критики Лінь Бяо і Конфуція» був перерваний розпочатий в 1970—1971 роках навчальний процес в школах і вузах країни. Навчальні програми знову засуджувалися за недостатнє використання «правильних ідей». Конфуція засуджували за те, що він змусив китайських школярів читати книги, а не працювати в полі, що він пропагував ідею «вирощування талантів», замість того, щоб вчити, як вирощувати овочі. Звідси випливало, що ідеї Конфуція, які поділяв Лінь Бяо, заважали злиттю школярів з робітничо-селянськими масами . Конфуцій засуджувався за те, що він нібито намагався прищеплювати учням дух поваги до минулого, намагався виховати духовну аристократію. Репутація Вчителя як «вічного просвітителя», як «вічного зразка для всіх вчителів» була оголошена штучною .
Під виглядом критики ідей Конфуція про виховання Тан Сяовень в статті "Чи був Конфуцій всенародним просвітителем? «Нападав на тих, хто відходив від установок» культурної революції ". Він намагався довести, що в вислові Конфуція «в навчанні всі рівні» міститься класовий сенс і що воно мало згубний вплив на організацію системи освіти, служило підставою ревізіоністської лінії. Заявляючи, що «Конфуцій мав люту ненависть до соціальних змін того часу», автор приписував йому умисел «зробити всіх рабів Піднебесної слухняними і покірними». У свою школу «він підбирав учнів з наміром виховати з них» гуманних ", " цілеспрямованих ", " благородних ", " доброчесних «мужів, які строго дотримувалися б» порядків династії Чжоу "і, добившись успіхів в навчанні, стали б чиновниками і сприяли б тим самим відновленню рабовласницького ладу Західного Чжоу " . Приватна школа, яку дійсно заснував Конфуцій, набула знайомі китайському читачеві риси продукту «реакційної політичної лінії в галузі освіти», спрямованої на реставрацію старого ладу. Перекличка з сучасністю була абсолютно очевидна.
Тан Сяовень називав нісенітницею твердження про відсутність у Конфуція класового підходу, причому зробив це в такій формі, щоб у читача в пам'яті спливла історія з Чжан Тешеном, людиною з народу, який був ображений так само, як «бідні учні» ображалися свого часу Конфуцієм .
За словами Тан Сяовеня, вихваляння педагогічних ідей Конфуція робилося з метою проведення ревізіоністської лінії, щоб «вихолостити классовость пролетарського освіти». Лю Шаоци, Лінь Бяо і їм подібні нібито «хотіли перетворити наші навчальні заклади в місця підготовки буржуазної зміни». Загроза ця не зникла, оскільки не дивлячись на те, що «стара буржуазна, ревізіоністська система перетворення тріщить по всіх швах, однак, в процесі свого розвитку нове неодмінно стикається з наполегливим опором старої ідеології, старих традицій і старих звичок» .
У міру розгортання кампанії стало очевидно, що «критика Лінь Бяо і Конфуція» спрямована не стільки проти «ворогів минулих», скільки проти «ворогів нинішніх». Так, угруповання Цзян Цин (дружини Мао Цзедуна, що прийшла до влади в роки «культурної революції») всіма силами намагалася використовувати кампанію в своїх цілях. У 1978 році журнал «Ліши янцзю», розбираючи статтю Тан Сяовеня, писав, що в 1972—1973 роках Чжоу Еньлай неодноразово давав вказівки з питань науки і освіти, які палко підтримувалися народом всієї країни. Стаття Тан Сяовеня і стала реакцією на ці вказівки, вона «не містила критики Лінь Бяо, а під виглядом критики Конфуція всіляко критикувала» князя Чжоу «, ставши таким чином частиною змовницької діяльності проти Чжоу Еньлая» .
Взявши до уваги, що в липні 1973 Мао Цзедун критикував роботу МЗС, який перебував у підпорядкуванні Чжоу Еньлай, а в грудні висловив критичні зауваження щодо діяльності Військової ради ЦК КПК під керівництвом Е Цзяньіна, Цзян Цин вирішила скористатися цим і направити вістря своїх нападок на Чжоу Еньлая і інших ветеранів революції. В одному зі своїх виступів вона відверто заявляла, що «в даний час є один солідний послідовник Конфуція» і цього «сучасного конфуціанця необхідно розкритикувати» .
Конфуцій став зображуватися таким чином, щоб читач міг здогадатися і зрозуміти, що мова йде не стільки про філософа давнини, навіть не про померлого Лінь Бяо, а про людей, які живуть і діють. У пресі з'являлися вкрай прозорі натяки, які досягалися шляхом асоціативного зв'язку мислителя і нинішніх китайських лідерів. В початку 1974 р Цзян Цин заявила: "І зараз є великий конфуціанець. Це не Лю Шаоци і не Лінь Бяо ". У статті «Що за людина Конфуцій», надрукованій в сьомому номері 1974 р журналу «Хунци», малювався такий портрет стародавньої мудреця, який нагадував читачеві портрет Чжоу Еньлай. Історичні факти в ній були перекручені для додання портрету Конфуція більшої схожості з Чжоу Еньлаєм. Так, у зазначеній статті Конфуцій поставав у віці 71 року (стільки років в той час було прем'єру Держради КНР). Він був тяжко хворий, що також змушувало згадати Чжоу Еньлай, а якщо читач був добре знайомий з древньою історією, то він знав, що Конфуцій в цьому віці не хворів. Щоб портрет Конфуція мав ще більшою подібністю з Чжоу Еньлаєм, згадувалася «негнучка рука», про яку знали всі, хто бачив китайського прем'єра .
Така прихована і в той же час цілеспрямована травля Чжоу Еньлая не була випадковою. Після смерті Лінь Бяо 1-й прем'єр Генеральної ради КНР взяв ініціативу в свої руки і ініціював програму «критики ревізіонізму і виправлення стилю роботи», під час якої знову-таки передбачалося покласти провину за перегини «культурної революції» на Лінь Бяо (який зображувався як «лівоуклоніст») і повернути політичний та економічний розвиток КНР як мінімум на рівень 1966 р Однак критика «лівизни», прагнення повернути на керівні пости «стару гвардію», зокрема Ден Сяопіна, не могла не насторожити висуванців «культурної революції», легітимність перебування при владі яких відтепер ставилася під сумнів. Саме такі політичні реалії змусили їх згрупуватися навколо Цзян Цин, яка не мала наміру без бою здавати зайняті позиції .
Російський дослідник Лев Делюсін вважав, що на місцях пасивно, формально ставилися до кампанії «критики Лінь Бяо і Конфуція», саботували її. Подібний висновок дослідник робив, виходячи з того, що в «Женьмінь жибао» і «Хунци» періодично з'являлися статті, з яких було видно, що в Пекіні не задоволені ходом кампанії «критики Лінь Бяо і Конфуція» на місцях. "Тому не випадково, що час від часу з Пекіна лунали скарги і докори на адресу тих, хто намагався змінити напрямок кампанії і надати їй інші форми, інші цілі. Спотворення сенсу кампанії проти Лінь Бяо і Конфуція поєднувалося зі спробами зірвати її шляхом формальних відкритих заяв про важливість цієї кампанії, а на практиці — згорнути її і зайнятися вирішенням конкретних справ. Нарешті, знаходилося чимало і таких працівників, які просто втомилися від нескінченного вигукування безглуздих гасел ", — стверджував Делюсін.
Подібної точки зору дотримується і китаєзнавець Віктор Усов, за відомостями якого ініціатива скликання масових мітингів була на місцях зустрінута прохолодно. Її проігнорували 11 парткомів провінційного рівня, парткоми 7 великих і 16 провінційних військових округів, 14 провінційних комітетів КСМК, федерації спілок та федерації жінок 13 провінцій .
Однак при розгляді західній історіографії стає очевидно, що взаємини між центральною і місцевою владою виглядали далеко не так однозначно. Американський дослідник Кейт Форстер, детально розглядаючи компанію «Критики Лінь Бяо і Конфуція» на конкретному прикладі провінції Чжецзян, використовуючи як джерела регіональну періодику часів кампанії, прийшов до висновку, що між двома рівнями влади, центральним і місцевим, в зазначений період дотримувався баланс, а випадки непокори місцевих органів управління центрального уряду скоріше були винятком, ніж правилом .

## Згортання кампанії і її підсумки
Незважаючи на тривалість проведення кампанії «критики Лінь Бяо і Конфуція», вона не усунула тих глибинних причин, які породили соціально-політична криза в Китаї, що не усунула складні суперечності, що роздираюли китайське суспільство. Заклики не послаблювати і продовжувати рух за критику Лінь Бяо і Конфуція, докори на адресу тих керівників, які ухилялися від цього, не сходили зі шпальт китайської преси.
Кампанія «критики Лінь Бяо і Конфуція» завдала серйозної шкоди становищу країни, стала новим ударом по її економіці. Промислове виробництво знову скоротилося. Згідно зі статистичними даними, за січень — травень 1974 по порівнянні з аналогічним періодом попереднього року видобуток вугілля знизився на 6,2 %, обсяг залізничних перевезень — на 2,5 %, виробництво сталі — на 9,4 %, хімічних добрив — 3, 7 %, фінансові доходи скоротилися на 500 млн юанів, а витрати зросли на 2,5 млн юанів .
Однак в порівнянні з першим етапом «культурної революції» кампанія мала суттєву відмінність: реабілітовані керівники на чолі з прем'єром Чжоу Еньлаєм вже мали достатній вплив в центрі. Відчуваючи сильну підтримку з боку своїх прихильників, 31 січня 1974 р на розширеному засіданні Політбюро він зміг рішуче вимагати не втягувати структури збройних сил в кампанію «чотирьох великих свобод»: написання дацзибао, вільного висловлювання думок і проведення широких дискусій, широкої критики.
У березні 1974 р на розширеному засіданні Політбюро ЦК КПК прем'єр висловив побоювання, що кампанія може негативно позначитися на розвитку економіки, привівши до її дезорганізації і падіння виробництва .
3 березня й 4 квітня «Женьмінь жибао» звернулася із закликом до робітників вести критику тільки у вільний від роботи час, а селянам використовувати цю кампанію для ударного проведення весняних польових робіт .
Після того, як в 1974 р кампанія «критики Лінь Бяо і Конфуція» досягла свого апогею, незабаром вона пішла на спад. Причина раптового згортання кампанії полягали не в тому, що керівництво КПК визнало задовільними її підсумки; вона була обумовлена тим, що в 1975 р були розгорнуті нові кампанії — «критики роману» Річкові заплави "" і «боротьби з емпіризмом», які засунули на другий план «критику Конфуція». Справжній характер «історичної діяльності» Цзян Цин і її угруповання був розкритий і засуджений тільки після смерті Мао Цзедуна і арешту " банди чотирьох ".
Кампанія «критики Лінь Бяо і Конфуція» являє собою небачений в історії Китаю приклад використання історії в цілях політичної боротьби. На думку Л. С. Переломова, Втрати, завдані моральності китайського народу в ході цієї кампанії, можна порівняти лише з утратою, нанесеним російського народу під час антицерковних кампаній більшовиків . Втім з цією думкою не можна погодитися в повній мірі: на відміну від Радянського Союзу, де в атмосфері войовничого атеїзму було виховане кілька поколінь громадян, в Китаї антіконфуціанская боротьба тривала в цілому не більше двох років, відповідно вона не змогла остаточно підірвати культурне ядро конфуціанської цивілізації . Саме завдяки цьому, коли через кілька років повернувся до влади Ден Сяопін в пошуках ідеологічної опори для запланованих реформ звернеться до конфуціанського вчення, він зустріне розуміння серед китайців, зберігали таку ж віру в конфуціанські ідеали, як і тисячу років тому.